# 韻律形態論
韻律形態論（いんりつけいたいろん、英: Prosodic morphology）は、韻律要素を基本として起こる形態現象、またはその現象を記述を目的とする音韻論の一理論である。（ここでいう韻律要素とは主に、モーラ、音節、韻脚のことを指す）。

## 概要
ある語形成のパターン（とくに畳語化）に、音節や韻客などの韻律単位が重要な役割をすることは1980年代初頭から議論がなされてきていた。韻律形態論は体系的な理論としては、1986年のジョン・マッカーシーとアラン・プリンスによる草稿でまとめられた。この仮説では、畳語化などの現象はすべて韻律単位を基に行われているされる。この理論の発展は、最適性理論の形成にも影響し、最適性理論の初期の研究には、韻律形態論の分析が多く見られる。最適性理論では、韻律形態論を独立の文法理論とせず、理論上その他の分野でも必要とされる有標性制約から導きだす試みがなされている。

## 日本語の例
日本語の愛称形成では、2モーラを単位とする韻脚と単位として形成されることが知られている。
- 太郎 → たーちゃん、たっちゃん、たろちゃん
- 花子 → はーちゃん、はんちゃん、はなちゃん

上の例では、「太郎」「花子」をもとに、多くの愛称が作られることを示しているが、同時にすべての例で「ちゃん」の前の縮小系は2モーラである。これは、2モーラを単位とする韻脚を基準とした韻律形態論の例である。また芸者言葉などでは、田中さんが「おたーさん」になるように、2モーラ1重音節が単位となる。
また英語でも、多くの省略パターンが重音節を基に作られる場合が多い (professor → prof など）。

## その他の例
上に挙げた例のほか、様々な言語で畳語(reduplication)などで、音節や韻脚を基にしたパターンになることが多い。